# Gaspard Marie Riche de Prony

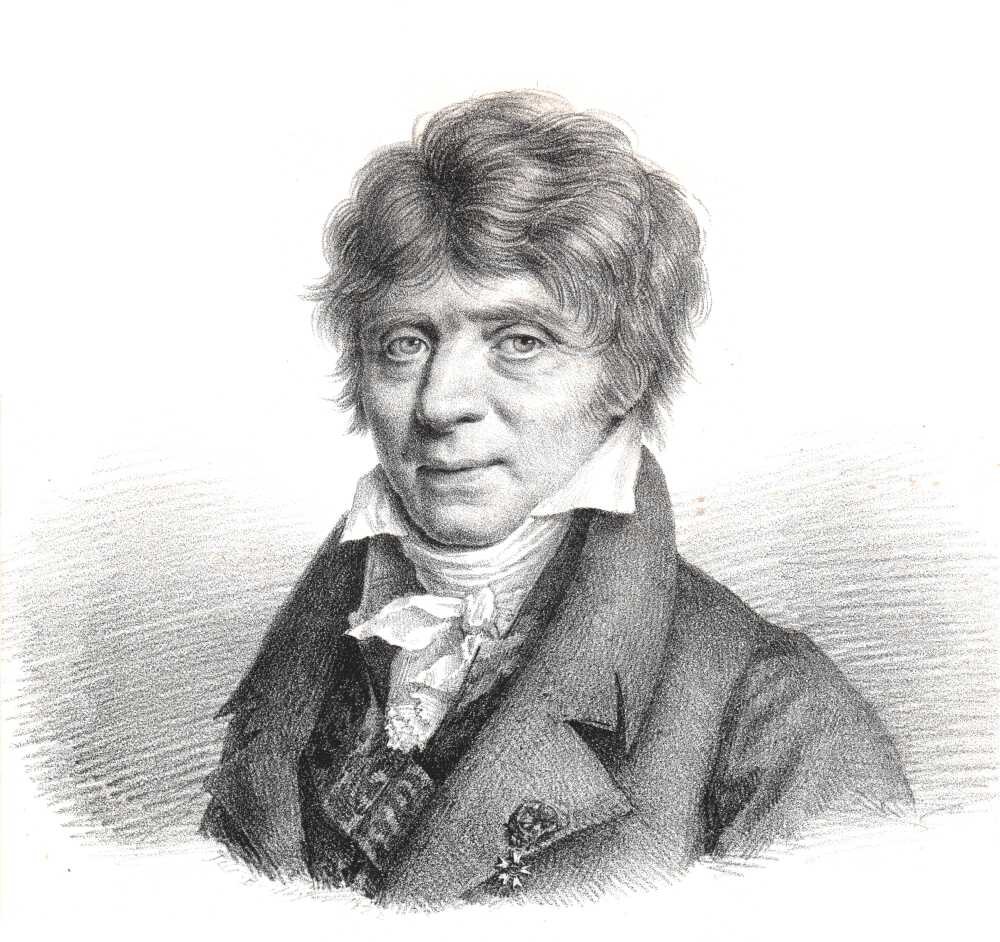
Gaspard Marie Riche de Prony

Gaspard Marie Riche de Prony (ur. 22 lipca 1755 w Chamelet, zm. 29 lipca1839 w Asnières-sur-Seine) – francuski inżynier, matematyk i fizyk.

## Życiorys
W 1791 podjął, na zlecenie francuskiego Zgromadzenia Narodowego, przedsięwzięcie opracowania wielkich tablic logarytmicznych i trygonometrycznych na potrzeby katastru.
Opracował metodę obliczeniową (metoda Prony'ego), pozwalającą (podobnie do transformacji Fouriera) aproksymować funkcje znane w równo oddalonych punktach (próbkowane ze stałą częstotliwością) przy użyciu sumy oscylacji tłumionych.
W 1821 roku wynalazł hamulec pomiarowy służący do pomiaru momentu obrotowego przenoszonego przez wał silnika. Od jego nazwiska jest on zwany hamulcem Prony'ego. Prony pracował nad przebudową portów i kanałów Francji i Włoch. Był profesorem politechniki w Paryżu oraz członkiem Francuskiej Akademii Nauk.
Jego nazwisko pojawiło się na liście 72 nazwisk na wieży Eiffla.